# Diócesis de Petrolina
La diócesis de Petrolina (en latín: Dioecesis Petrolinen(sis) y en portugués: Diocese de Petrolina) es una circunscripción eclesiástica latina de la Iglesia católica en Brasil, sufragánea de la arquidiócesis de Olinda y Recife. La diócesis tiene al obispo Francisco Canindé Palhano como su ordinario desde el 3 de enero de 2018. 

## Territorio y organización
La diócesis tiene 16 260 km² y extiende su jurisdicción sobre los fieles católicos de rito latino residentes en 8 municipios del estado de Pernambuco: Petrolina, Afrânio, Dormentes, Granito, Lagoa Grande, Santa Cruz, Santa Filomena y Santa Maria da Boa Vista.
La sede de la diócesis se encuentra en la ciudad de Petrolina, en donde se halla la Catedral del Sagrado Corazón de Jesús y Cristo Rey.
En 2019 en la diócesis existían 28 parroquias.

## Historia
La diócesis fue erigida el 30 de noviembre de 1923 con la bula Dominicis gregis del papa Pío XI, obteniendo el territorio de la diócesis de Pesqueira.
El 15 de febrero de 1964 cedió una parte de su territorio para la erección de la diócesis de Floresta mediante la bula Qui secreto Dei consilio del papa Pablo VI.
El seminario diocesano dedicado a San José fue inaugurado el 29 de junio de 1992. La primera piedra del seminario fue bendecida el 19 de marzo de 1988.
El 16 de junio de 2010 cedió otra porción de territorio para la erección de la diócesis de Salgueiro mediante la bula Valde sollicitus del papa Benedicto XVI.

## Estadísticas
De acuerdo al Anuario Pontificio 2020 la diócesis tenía a fines de 2019 un total de 359 400 fieles bautizados.
| Año                                                                             | Población            | Población | Población      | Sacerdotes | Sacerdotes    | Sacerdotes    | Bautizados por sacerdote | Diáconos permanentes | Religiosos | Religiosos | Parroquias |
| Año                                                                             | Bautizados católicos | Total     | % de católicos | Total      | Clero secular | Clero regular | Bautizados por sacerdote | Diáconos permanentes | Varones    | Mujeres    | Parroquias |
| ------------------------------------------------------------------------------- | -------------------- | --------- | -------------- | ---------- | ------------- | ------------- | ------------------------ | -------------------- | ---------- | ---------- | ---------- |
| 1950                                                                            | 160 000              | 160 000   | 100.0          | 14         | 11            | 3             | 11 428                   |                      |            | 19         | 13         |
| 1966                                                                            | 291 000              | ?         | ?              | 16         | 15            | 1             | 18 187                   |                      |            | 56         | 12         |
| 1968                                                                            | 310 000              | 320 000   | 96.9           | 15         | 15            |               | 20 666                   |                      |            | 27         | 8          |
| 1976                                                                            | 390 000              | 400 000   | 97.5           | 16         | 14            | 2             | 24 375                   |                      | 2          | 48         | 14         |
| 1980                                                                            | 439 000              | 455 000   | 96.5           | 14         | 11            | 3             | 31 357                   |                      | 6          | 53         | 11         |
| 1990                                                                            | 575 000              | 639 000   | 90.0           | 19         | 12            | 7             | 30 263                   |                      | 10         | 53         | 17         |
| 1999                                                                            | 567 000              | 610 000   | 93.0           | 24         | 15            | 9             | 23 625                   |                      | 9          | 36         | 19         |
| 2000                                                                            | 576 000              | 620 000   | 92.9           | 24         | 15            | 9             | 24 000                   |                      | 9          | 36         | 19         |
| 2001                                                                            | 558 000              | 650 000   | 85.8           | 24         | 15            | 9             | 23 250                   |                      | 9          | 33         | 19         |
| 2002                                                                            | 585 000              | 650 000   | 90.0           | 45         | 37            | 8             | 13 000                   |                      | 8          | 35         | 20         |
| 2003                                                                            | 585 000              | 650 000   | 90.0           | 29         | 19            | 10            | 20 172                   |                      | 10         | 35         | 20         |
| 2004                                                                            | 585 000              | 650 000   | 90.0           | 32         | 22            | 10            | 18 281                   |                      | 10         | 35         | 21         |
| 2010                                                                            | 337 468              | 421 836   | 80.0           | 22         | ?             | ?             | 15 339                   |                      | 3          | 49         | 16         |
| 2013                                                                            | 343 000              | 429 000   | 80.0           | 23         | 20            | 3             | 14 913                   |                      | 3          | 35         | 22         |
| 2016                                                                            | 350 500              | 422 100   | 83.0           | 25         | 22            | 3             | 14 020                   |                      | 3          | 25         | 23         |
| 2019                                                                            | 359 400              | 432 600   | 83.1           | 34         | 32            | 2             | 10 570                   |                      | 3          | 26         | 28         |
| Fuente: Catholic-Hierarchy, que a su vez toma los datos del Anuario Pontificio. |                      |           |                |            |               |               |                          |                      |            |            |            |

## Episcopologio
- Antônio Malan, S.D.B. † (3 de enero de 1924-28 de octubre de 1931 falleció)
- Idílio José Soares † (16 de septiembre de 1932-12 de junio de 1943 nombrado obispo de Santos)
  - Sede vacante (1943-1946)
- Avelar Brandão Vilela † (13 de junio de 1946-5 de noviembre de 1955 nombrado arzobispo de Teresina)
- Antônio de Aragão Campelo, S.D.B. † (18 de diciembre de 1956-6 de febrero de 1975 renunció)
- Gerardo de Andrade Ponte † (6 de febrero de 1975-5 de diciembre de 1983 nombrado obispo de Patos)
- Paulo Cardoso da Silva, O.Carm. (30 de noviembre de 1984-27 de julio de 2011 retirado)
- Manoel dos Reis de Farias (27 de julio de 2011-12 de julio de 2017 renunció)
- Francisco Canindé Palhano, desde el 3 de enero de 2018